# Benkő Krisztián
Benkő Krisztián (Miskolc, 1979. december 22. – Budapest[forrás?], 2015. június 22.) irodalomtörténész, esztéta, műfordító, projekt/performansz művész.

## Életrajz
A miskolci Földes Ferenc Gimnáziumban érettségizett, majd 1998-2003 között az Eötvös Loránd Tudományegyetem magyar és összehasonlító irodalomtudomány szakán diplomázott. 2009-ben szerzett doktori (PhD) fokozatot, azután szabadfoglalkozású publicista, műfordító és projekt/performansz művészként tevékenykedett.
2003-2004-ben tíz hónapot az Edinburgh melletti Carberry Tower keresztény közösségben töltött önkéntesként. 2007-ben öt hónapot Sienában és Firenzében tanult Erasmus-ösztöndíj keretében. 2009-2010-ben három hónapig az oroszországi Nyizsnyij Novgorodban dolgozott önkéntesként (EVS) egy fogyatékosokat segítő szervezetnél.
Az internet-generáció aktív tagja volt, 2008-tól a kommunikációjában és művészi projektjeiben fontos szerepet tulajdonított a Facebook adta lehetőségeknek.

## Munkássága
2001-től rendszeresen publikált folyóiratokban, tanulmánykötetekben. Fontosabb írásaiból két kötet látott napvilágot.
Fő kutatási területe a magyar, a német és az angol romantika, illetve a történeti avantgárd (futurizmus és dadaizmus) volt. Jelentős szerepet vállalt kánonból kiszorult szerzők, Thaly Kálmán és Tormay Cécile rehabilitációjában. Filológiai feltárómunkája révén emellett olyan elfeledett művek újraértékelésére vállalkozott, mint Folnesics János Lajos Alvina című regénye vagy Kuthy Lajos Fehér és fekete című drámája. 2011-ben foglalkozott a magyarországi cigánykérdéssel Weöres Sándor Psyché című könyve alapján. 2010-től erősen foglalkoztatta az amerikai kultúripar (popzene, film) és a tömegmanipuláció lehetőségei (lásd a Balkon folyóiratban megjelent Lady Gaga (Zeitgeist) című tanulmányát).

## Publikációi

### Könyvek
- Önkívület. Olvasónapló a magyar romantikáról. Pozsony: Kalligram, 2009
- Bábok és automaták. Budapest: Napkút, 2011

### Műfordítás
- Matthew Lewis: A szerzetes. Budapest: General Press, 2012
- Misima Jukio: Madame de Sade = Uő. Barátom, Hitler és Madame de Sade. Drámák, (szerk.) Jámbor József, Budapest: Napkút, 2014